# Präsidentschaftswahl in der Republik Zypern 1983
Die Präsidentschaftswahl in der Republik Zypern 1983 fand am 13. Februar statt.

## Ergebnis
| Kandidaten              | Parteien                                               | Stimmen | %    |
| ----------------------- | ------------------------------------------------------ | ------- | ---- |
| Spyros Kyprianou        | Dimokratiko Komma – Anorthotiko Komma Ergazomenou Laou | 173.791 | 56,5 |
| Glafkos Klerides        | Dimokratikos Synagermos                                | 104.294 | 33,9 |
| Vassos Lyssaridis       | Sosialistiko Komma                                     | 29.307  | 9,5  |
| Gesamt                  | Gesamt                                                 | 307.392 | 100  |
|                         |                                                        |         |      |
| Ungültige Stimmen       | Ungültige Stimmen                                      | 3.511   | 1,1  |
| Wähler                  | Wähler                                                 | 310.903 | 95,0 |
| Wahlberechtigte         | Wahlberechtigte                                        | 327.184 |      |
|                         |                                                        |         |      |
| Quelle: Nohlen & Stöver |                                                        |         |      |